# 托坎廷斯州圣本图
托坎廷斯州圣本图（葡萄牙語：São Bento do Tocantins）是巴西托坎廷斯州的一个市镇。总面积1105.893平方公里，总人口4388人，人口密度4人/平方公里。